# Gare de L'Hôpital-du-Grosbois
La gare de L'Hôpital-du-Grosbois est une gare ferroviaire française de la ligne de Besançon-Viotte au Locle-Col-des-Roches, située sur le territoire de la commune de L'Hôpital-du-Grosbois, dans le département du Doubs en région Bourgogne-Franche-Comté.
C'est une halte voyageurs de la Société nationale des chemins de fer français (SNCF) desservie par des trains régionaux TER Bourgogne-Franche-Comté.

## Situation ferroviaire
Établie à 567 mètres d'altitude, la gare de L'Hôpital-du-Grosbois est située au point kilométrique (PK) 427,592 de la ligne de Besançon-Viotte au Locle-Col-des-Roches, entre les gares de Mamirolle et d'Étalans.
Ancienne gare de bifurcation, elle était également l'origine de la ligne de L'Hôpital-du-Grosbois à Lods (déclassée).

## Histoire
Elle est ouverte à la sécurité toute la journée du lundi au vendredi (sauf jours fériés) afin d'effectuer les croisements des TER Besançon-Valdahon-Morteau-La Chaux de Fonds ou des trains militaires facultatifs se rendant à Valdahon.
Les panneaux indicateurs de la gare indiquent l'orthographe Grosbois ou Gros-Bois indifféremment. Un panneau d'information et de retards en temps réel des TER a été installé en 2009.

## Fréquentation
La fréquentation de la gare est détaillée dans le tableau ci-dessous :
| Année     | 2015   | 2016   | 2017   | 2018   | 2019   | 2020   | 2021   | 2022   | 2023   | 2024   |
| --------- | ------ | ------ | ------ | ------ | ------ | ------ | ------ | ------ | ------ | ------ |
| Voyageurs | 17 095 | 17 010 | 17 964 | 16 125 | 20 152 | 18 707 | 16 493 | 20 109 | 18 156 | 15 081 |

## Service des voyageurs

### Accueil
C'est une halte SNCF, point d'arrêt non géré (PANG) à accès libre.

### Desserte
L'Hôpital-du-Grosbois est une halte régionale desservie par des trains TER Bourgogne-Franche-Comté assurant la relation Besançon-Viotte - Valdahon, ou Morteau, ou La Chaux-de-Fonds.

### Intermodalité
Un parc pour les vélos et un parking pour les véhicules y sont aménagés.

## Train touristique
L'association "L'Autorail X2800 du Haut-Doubs" y loue une voie de garage qu'elle a remise en état à ses frais dans le but d'y garer un autorail X 2800, au titre de la sauvegarde du patrimoine mais aussi car c'est sur cette ligne qu'a été effectué en France le dernier train commercial en X 2800.
L'association organisera des voyages à but touristique sur la ligne des Horlogers, mais aussi sur la ligne d'Andelot-en-Montagne à La Cluse aux environs de Morez.

## Galerie photos

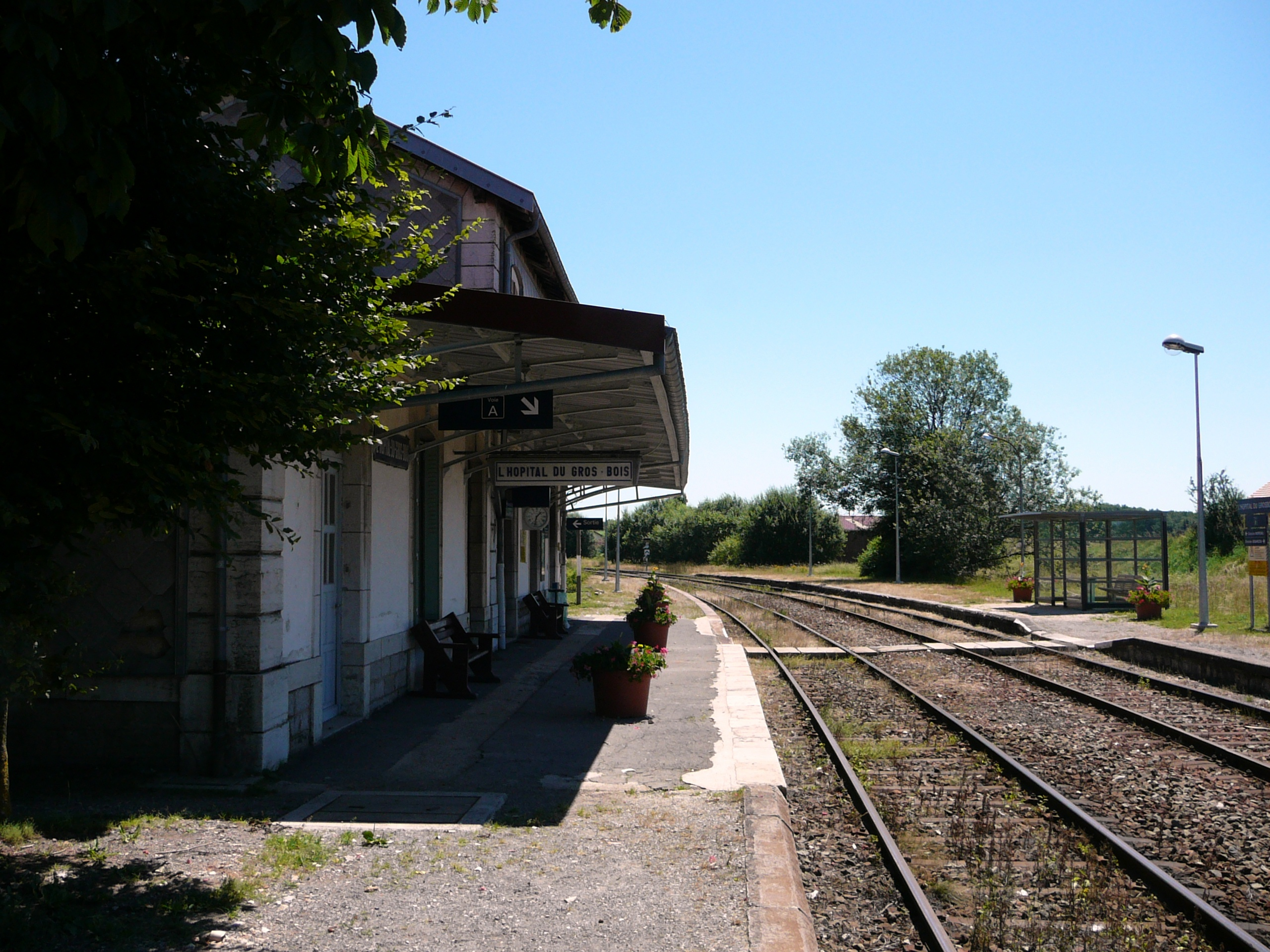
Côté quai de la gare de l'Hôpital du Grosbois.
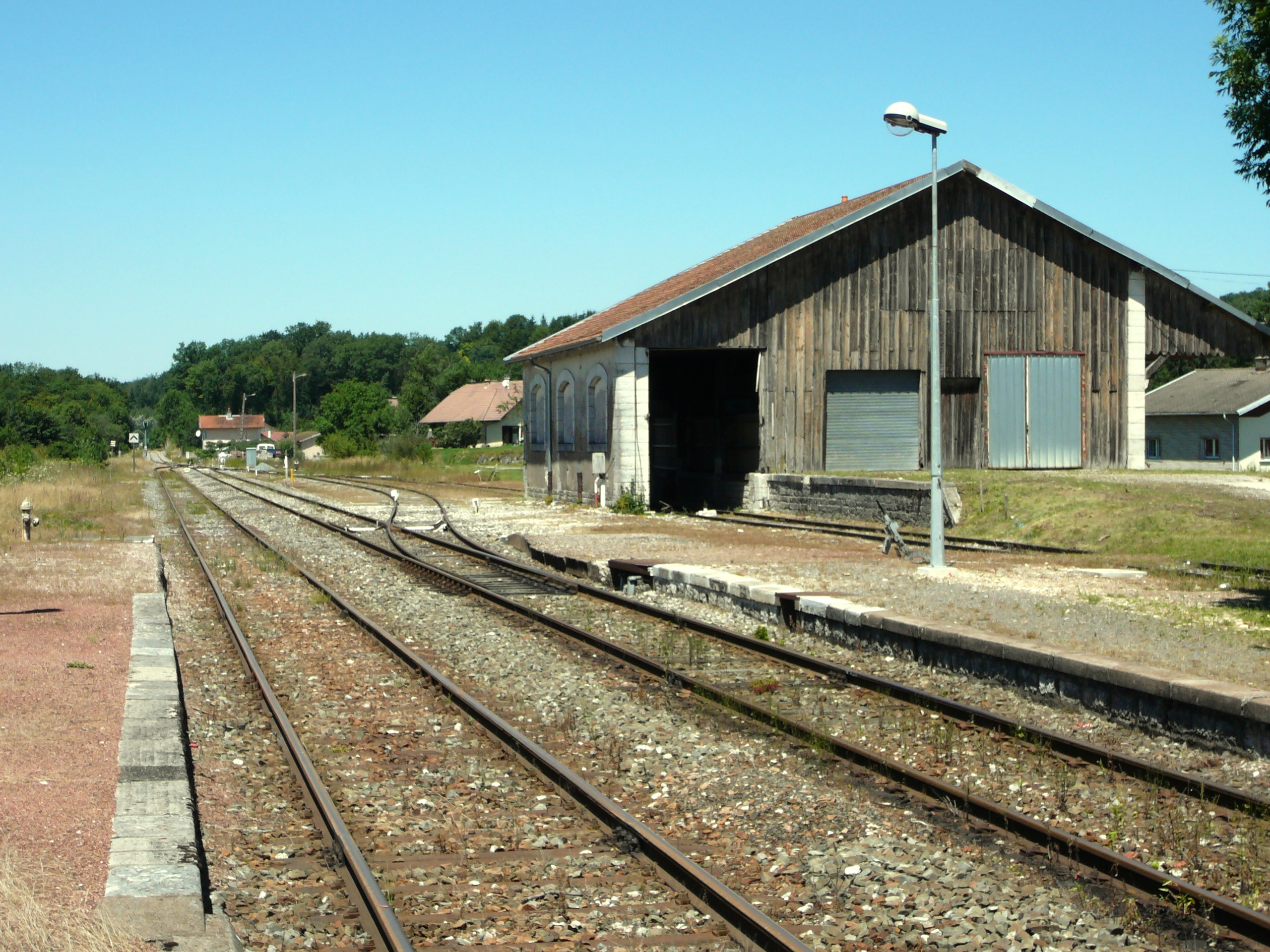
Halle marchandise direction Besançon.
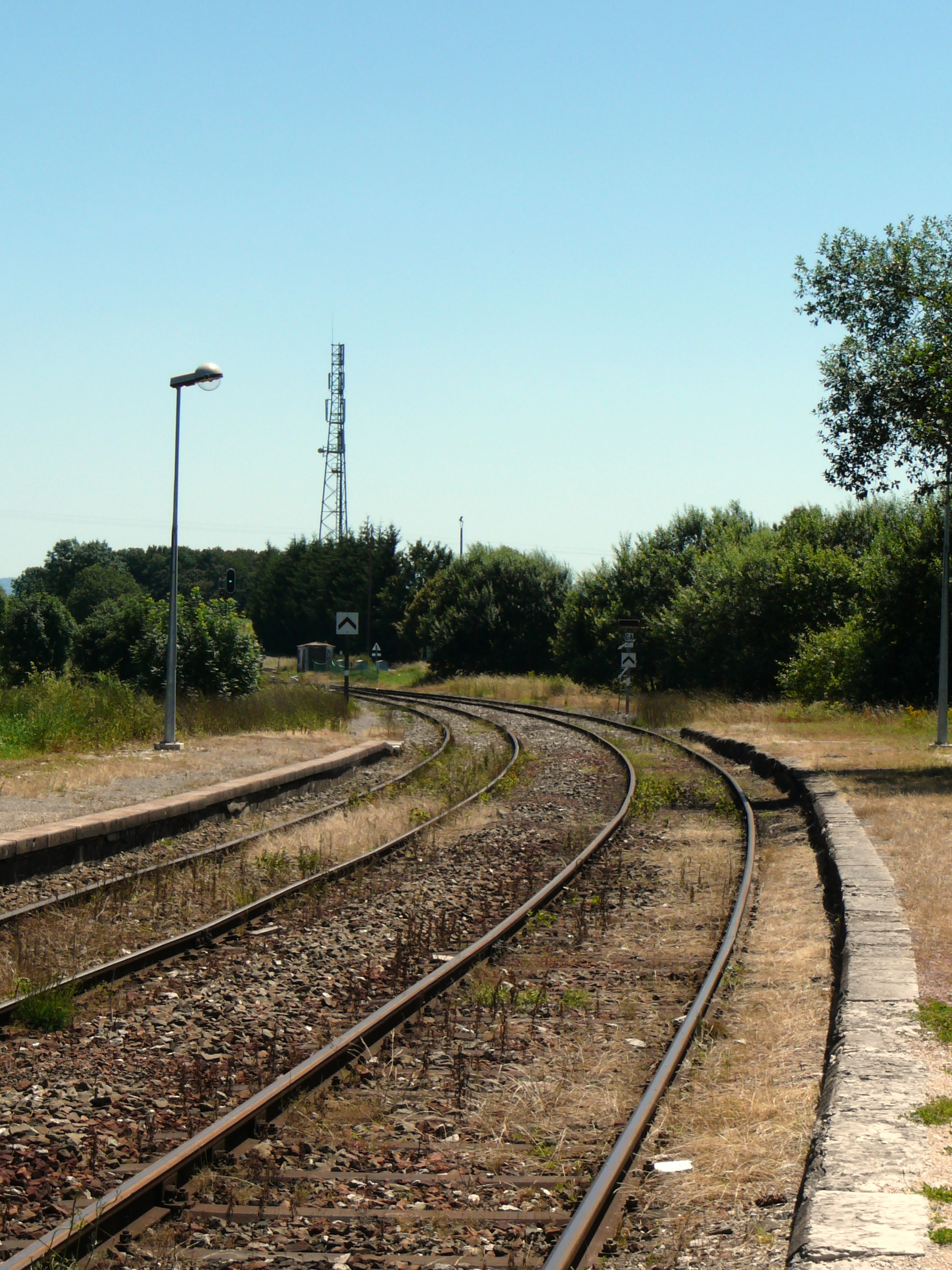
Vue sur les voies direction Morteau.
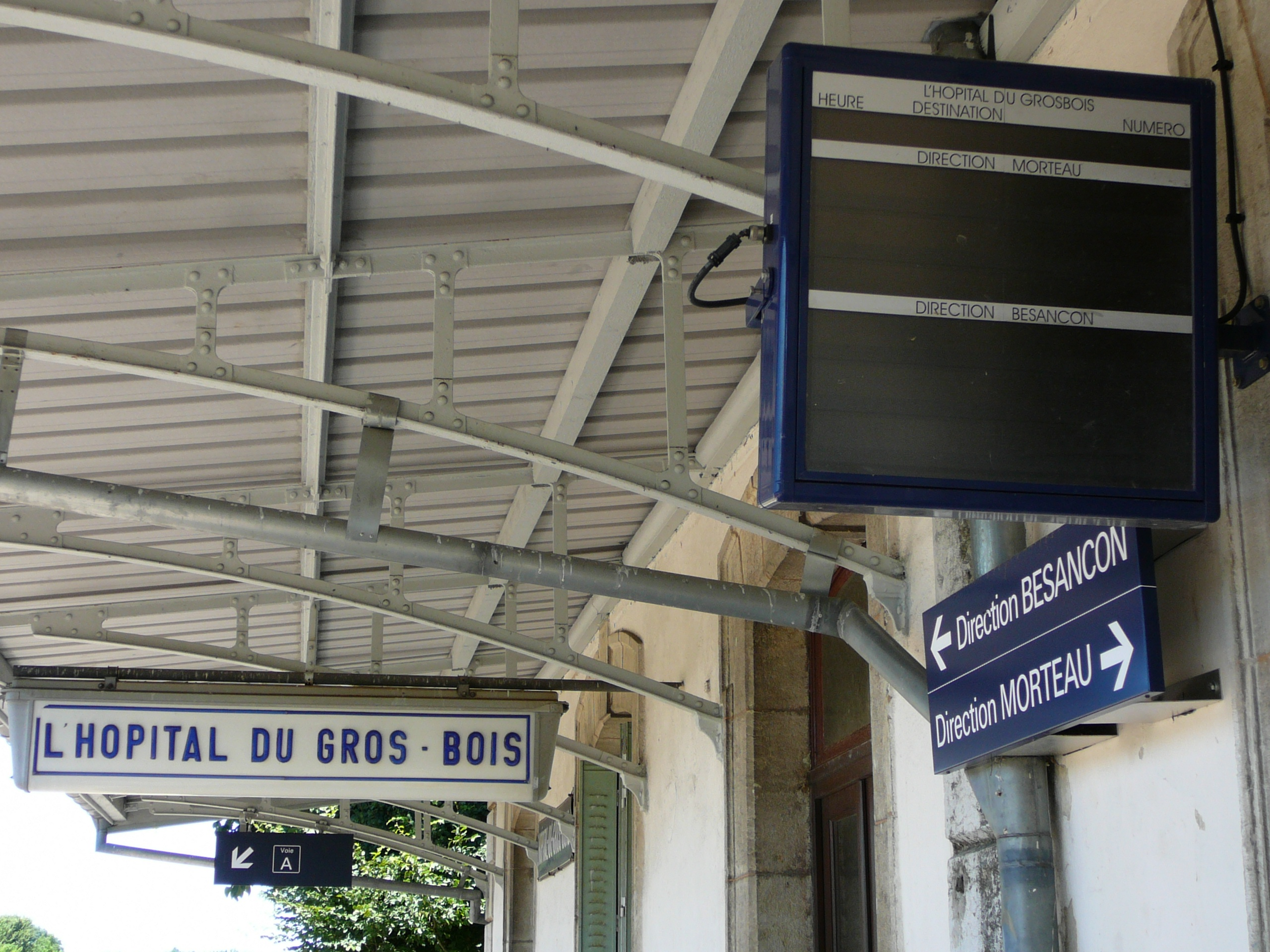
Panneau électronique d'information et de retard des trains.